# Isabel Celaá
María Isabel Celaá Diéguez (Bilbao, 23 de mayo de 1949) es una política y docente española, que fue ministra de Educación y Formación Profesional del Gobierno de España de junio de 2018 a julio de 2021. Entre 2018 y 2020, también ejerció como ministra portavoz del Gobierno de España. Elaboró e impulsó la nueva ley orgánica por la que se modifica la LOE de 2006 (LOMLOE) que rige el sistema educativo español, motivo por el que es también conocida como Ley Celaá.
Desde enero de 2022 es la embajadora de España ante la Santa Sede en sustitución de María del Carmen de la Peña Corcuera.

## Trayectoria política

### Inicios
Se inició en la política en 1987 como responsable del gabinete del consejero de Educación, Universidades e Investigación del País Vasco José Ramón Recalde. Tras el breve interregno del gobierno de coalición PNV-EA-EE de 1991, fue viceconsejera de Educación, Universidades e Investigación con Fernando Buesa como consejero hasta el fin de la legislatura (1995). En la siguiente legislatura abandonó las responsabilidades educativas, siendo directora de gabinete del consejero de Justicia, Economía, Trabajo y Seguridad Social, Ramón Jáuregui. Desde octubre de 1998 es parlamentaria autonómica vasca por Vizcaya. Como parlamentaria fue responsable de los temas educativos de su grupo. Entre 2008 y 2009 fue vicepresidenta primera del Parlamento Vasco.

### Consejera de Educación (2009-2012)
De 2009 a 2012 ejerció el cargo de consejera de Educación, Universidades e Investigación en el gobierno de Patxi López. Impulsó la reforma de la Educación Pública Vasca, apostando fuertemente por el trilingüismo y la incorporación de nuevas tecnologías en centros escolares, mediante el programa Eskola 2.0. También concedió gran protagonismo a la Formación Profesional. 
Durante su etapa como consejera puso en marcha los programas de presencia de las víctimas del terrorismo en los centros educativos para que trasladaran su experiencia a los alumnos de Secundaria.
Fue cabeza de lista del PSE-EE al Senado por la circunscripción de Vizcaya en las elecciones generales de 2015 y 2016 pero no resultó elegida.

### Ministra de Educación (2018-2021)
Isabel Celaá fue elegida diputada al Congreso de los Diputados por Álava en la XIII Legislatura en las elecciones celebradas en 2019. Celaá fue designada por Pedro Sánchez como ministra de Educación y portavoz de su nuevo gobierno, tras el éxito de la moción de censura que el PSOE presentó contra el anterior gobierno de Mariano Rajoy (PP) en junio de 2018. Reelegida diputada por la misma circunscripción en las siguientes elecciones correspondientes a la XIV Legislatura, fue designada de nuevo ministra de Educación y Formación Profesional hasta su cese en la remodelación gubernamental de julio de 2021.
Durante su mandato, cabe destacar la aprobación por parte de las Cortes Generales de la reforma de la Ley Orgánica de Educación, reforma que fue conocida como la Ley Celaá.

### Embajadora en el Vaticano
Tras su salida del Gobierno, en enero de 2022 el Consejo de Ministros, a propuesta de José Manuel Albares, la nombró embajadora de España ante la Santa Sede, sustituyendo a la diplomática María del Carmen de la Peña Corcuera. Su nombramiento causó cierto malestar entre los diplomáticos, al ser un agravio comparativo con ellos que están obligados a jubilarse a los setenta años.

## Cargos desempeñados
- Viceconsejera de Educación, Universidades e Investigación (1991-1995).
- Miembro del Parlamento Vasco (1998-2009).
- Consejera de Educación, Universidades e Investigación (2009-2012).
- Miembro del Parlamento Vasco (2012-2016).
- Presidenta de la Comisión de Asuntos Europeos y Acción Exterior del Parlamento Vasco (2013-2016).
- Ministra Portavoz del Gobierno de España (2018-2020).
- Ministra de Educación y Formación Profesional del Gobierno de España (2018-2021).
- Embajadora del Reino de España ante la Santa Sede (2022-presente).

## Formación
Celaá es licenciada en Filosofía y Letras y Derecho por las universidades de Deusto y de Valladolid. Tiene acreditado el nivel C1 de euskera mediante el título EGA. Vivió y estudió varios años en Irlanda. Fue profesora de secundaria desde 1981, hasta que comenzó a desempeñar cargos políticos.

## Vida personal
Está casada y es madre de dos hijas. 

## Distinciones y condecoraciones

### Españolas
- Dama Gran Cruz de la Orden de Carlos III (2021).[15]
- Dama Gran Cruz de la Orden Civil de Alfonso X el Sabio (2022).[16]

### Extranjeras
- :
  -  Dama Gran Cruz de la Orden de Pío IX.[17]